# Chapelle du Tronchy
La chapelle du Tronchy est une chapelle située sur le territoire de la commune d'Iguerande dans le département français de Saône-et-Loire et la région Bourgogne-Franche-Comté.

## Historique
Elle fait l'objet d'une inscription au titre des monuments historiques depuis le 16 juin 2014.